# Caluk
Caluk is een bestuurslaag in het regentschap Ponorogo van de provincie Oost-Java, Indonesië. Caluk telt 1958 inwoners (volkstelling 2010).